# Pempheris rapa
Pempheris rapa är en fiskart som beskrevs av Mooi, 1998. Pempheris rapa ingår i släktet Pempheris och familjen Pempheridae. Inga underarter finns listade i Catalogue of Life.